# Печонки
Печонки (рос. Печёнки) — присілок Велізького району Смоленської області Росії. Входить до складу Печенковського сільського поселення.
Населення — 173 особи (2007 рік). 